# Ténenkou (Kreis)

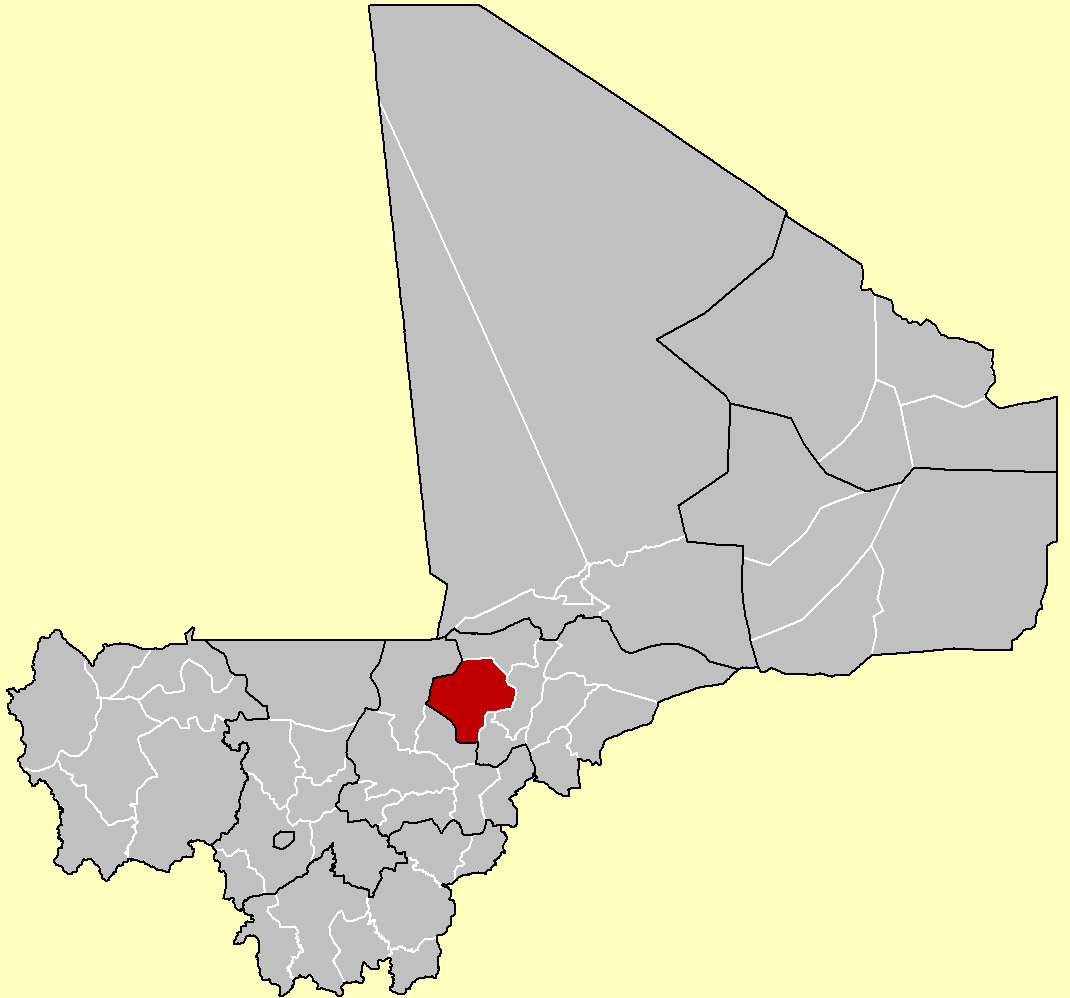
Kreis Ténenkou

Ténenkou ist der Name eines Kreises (franz. cercle de Ténenkou) in der Region Mopti in Mali.
Der Kreis teilt sich in 10 Gemeinden, die Einwohnerzahl betrug beim Zensus 2009 163.641 Einwohner. (Zensus 2009)
Gemeinden: Ténenkou (Hauptort), Diafarabé, Diaka, Diondori, Kareri, Ouro-Guire, Ouro Ardo, Sougoulbe, Togoro-Kotia, Toguere-Coumbe. 